# Alouette charbonnière
Pour les articles homonymes, voir Alouette.
L’Alouette charbonnière (en allemand : Süddeutsche Kohllerche) est une race de pigeon domestique originaire du sud de l'Allemagne. La race est classée dans le groupe des pigeons de couleur.

## Origine
Très peu de choses sont connues sur l'origine de la race. Elle descendrait de pigeons de campagne de couleurs sombres et pourrait remonter au XVIIIe siècle. Mais la race est délaissée, voire dénigrée pendant des années. Elle se fait vraiment connaître quand des oiseaux sont exposés lors de concours dans les années 1950, et avec la création de son standard en 1951. Malgré tout, la race est peu attrayante avec sa couleur unique. Lors des premières expositions, les oiseaux présentés sont noirs avec la poitrine et le ventre ocres, ce qui leur vaut le nom d'« Alouette noire ». 

## Description
Selon le standard moderne, l’Alouette charbonnière est un pigeon de taille moyenne, avec la silhouette d'un pigeon de campagne classique. Il a la tête lisse, les yeux oranges et les pattes nues de couleur rouge. La race ne possède qu'une seule couleur de plumage. La couleur de base est le gris foncé. Les oiseaux semblent presque noirs. Le haut du cou a des reflets verts et la poitrine est ocre. Le bouclier des ailes est tacheté de petits triangles gris clair en forme de pointes de flèche. Obtenir la bonne couleur du plumage semble simple, mais obtenir l'harmonie recherchée n'est pas aussi évident. La race peut tout de même être conseillée pour des éleveurs débutants.

## Élevage et standard
Le standard est géré par l'Allemagne (D/0432) et les oiseaux sont bagués avec une bague de 8 mm. La race semble peu courante hors de son pays d'origine,.